# كورتلاند (فيرجينيا)
كورتلاند (بالإنجليزية: Courtland, Virginia)‏ هي بلدة أمريكية تقع في الولايات المتحدة في مقاطعة ساوثهامبتون (فيرجينيا). يقدر عدد سكانها بـ 1,284 نسمة ومساحتها 2.4 كم2 وترتفع عن سطح البحر 7 متر.

## التركيبة السكانية
حدّد مكتب تعداد الولايات المتحدة بيانات التركيبة السكانية لكورتلاند في تعداد الولايات المتحدة. في ما يلي، التركيبة السكانية حسب تعدادي 2000 و2010.

### تعداد عام 2000
بلغ عدد سكان كورتلاند 1,270 نسمة بحسب تعداد عام 2000، وبلغ عدد الأسر 460 أسرة وعدد العائلات 301 عائلة مقيمة في البلدة. في حين سجلت الكثافة السكانية 535.9 نسمة لكل كيلومتر مربع (1,388.0/ميل2). وبلغ عدد الوحدات السكنية 498 وحدة بمتوسط كثافة قدره 210.1 لكل كيلومتر مربع (544.2/ميل2).
وتوزع التركيب العرقي للبلدة بنسبة 52.28% من البيض و47.01% من الأمريكيين الأفارقة و0.16% من الأمريكيين الأصليين و0.08% من الأمريكيين ذوي الأصول الآسيوية و0.47% من عرقين مختلطين أو أكثر و0.24% من الهسبانيون أو اللاتينيون من أي عرق.
بلغ عدد الأسر 460 أسرة كانت نسبة 36.1% منها لديها أطفال تحت سن الثامنة عشر تعيش معهم، وبلغت نسبة الأزواج القاطنين مع بعضهم البعض 42.6% من أصل المجموع الكلي للأسر، ونسبة 20.9% من الأسر كان لديها معيلات من الإناث دون وجود شريك،  بينما كانت نسبة 2% من الأسر لديها معيلون من الذكور دون وجود شريكة وكانت نسبة 34.6% من غير العائلات. تألفت نسبة 32.6% من أصل جميع الأسر من عدة أفراد يعيشون في نفس المنزل ونسبة 17% كانت تتألف من شخص يعيش بمفرده يبلغ من العمر 65 عاماً أو أكثر. وبلغ متوسط حجم الأسرة المعيشية 2.35، أما متوسط حجم العائلات فبلغ 2.96.
بلغ العمر الوسطي للسكان 38.5 عاماً. وكانت نسبة 23.1% من القاطنين تحت سن الثامنة عشر، وكانت نسبة 6.1% بين الثامنة عشر والرابعة والعشرين عاماً، ونسبة 21.3% كانت واقعةً في الفئة العمرية ما بين الخامسة والعشرين والرابعة والأربعين عاماً، ونسبة 21.2% كانت ما بين الخامسة والأربعين والرابعة والستين، ونسبة 13.2% كانت ضمن فئة الخامسة والستين عاماً فما فوق. يوجد لكل 100 أنثى 82.9 ذكر، ويوجد لكل 100 أنثى في الثامنة عشر من عمرها فما فوق 72.5 ذكر.
بلغ متوسط دخل الأسرة في البلدة 31,750 دولارًا، أما متوسط دخل العائلة فبلغ 43,229 دولارًا. وكان متوسط دخل الذكور 34,464 دولارًا مقابل 20,714 دولارًا للإناث. وسجل دخل الفرد الخاص بالبلدة 18,474 دولارًا. وكانت نسبة 19.2% من العائلات ونسبة 21.6% من السكان تحت خط الفقر، وكان من هؤلاء نسبة 31.5% تحت سن الثامنة عشر ونسبة 22.1% في الخامسة والستين من العمر وما فوق.

### تعداد عام 2010
بلغ عدد سكان كورتلاند 1,284 نسمة بحسب تعداد عام 2010، وبلغ عدد الأسر 475 أسرة وعدد العائلات 315 عائلة مقيمة في البلدة. في حين سجلت الكثافة السكانية 541.8 نسمة لكل كيلومتر مربع (1,403.3/ميل2). وبلغ عدد الوحدات السكنية 520 وحدة بمتوسط كثافة قدره 219.4 لكل كيلومتر مربع (568.2/ميل2).
وتوزع التركيب العرقي للبلدة بنسبة 48.13% من البيض و50% من الأمريكيين الأفارقة و0.23% من الأمريكيين الأصليين و0.23% من الأمريكيين ذوي الأصول الآسيوية و0.08% من سكان جزر المحيط الهادئ و1.32% من عرقين مختلطين أو أكثر و0.39% من الهسبانيون أو اللاتينيون من أي عرق.
بلغ عدد الأسر 475 أسرة كانت نسبة 36.6% منها لديها أطفال تحت سن الثامنة عشر تعيش معهم، وبلغت نسبة الأزواج القاطنين مع بعضهم البعض 34.5% من أصل المجموع الكلي للأسر، ونسبة 27.8% من الأسر كان لديها معيلات من الإناث دون وجود شريك،  بينما كانت نسبة 4% من الأسر لديها معيلون من الذكور دون وجود شريكة وكانت نسبة 33.7% من غير العائلات. تألفت نسبة 30.1% من أصل جميع الأسر من عدة أفراد يعيشون في نفس المنزل ونسبة 13.1% كانت تتألف من شخص يعيش بمفرده يبلغ من العمر 65 عاماً أو أكثر. وبلغ متوسط حجم الأسرة المعيشية 2.34، أما متوسط حجم العائلات فبلغ 2.91.
بلغ العمر الوسطي للسكان 41.3 عاماً. وكانت نسبة 24.4% من القاطنين تحت سن الثامنة عشر، وكانت نسبة 6.9% بين الثامنة عشر والرابعة والعشرين عاماً، ونسبة 23% كانت واقعةً في الفئة العمرية ما بين الخامسة والعشرين والرابعة والأربعين عاماً، ونسبة 26.1% كانت ما بين الخامسة والأربعين والرابعة والستين، ونسبة 19.6% كانت ضمن فئة الخامسة والستين عاماً فما فوق. وتوزع التركيب الجنسي للسكان بنسبة 46.2% ذكور و53.8% إناث.